# Da Säkstante
Da Säkstante („Die Sextanten“) sind eine nordfriesische Musikgruppe aus Bredstedt in Nordfriesland und sind die Gesangsgruppe des Vereins Friisk Foriining.
Die Gruppe aus Schülern im Alter zwischen 12 und 18 Jahren wurde 1998 von Christiane Bodenhagen gegründet und wird seither von ihr geleitet. Die Musikgruppe erhielt im Jahre 2002 den Christian-Feddersen-Preis für ihr Engagement zur Förderung der friesischen und niederdeutschen Sprache. Christiane Bodenhagen wurde für ihr ehrenamtliches Engagement um die Gruppe im Jahre 2003 ausgezeichnet.
Die Texte von Da Säkstante sind auf Friesisch, die Melodien aus bekannten Stücken wie z. B. Sailing oder Sunshine Reggae. Der Gesang sowie die Musik werden selbst produziert. Die Gruppe hat bislang zwei CDs veröffentlicht: Samerdruum im Jahre 1999 und Frihäid im Jahre 2006.